# Nadia Quagliotto
Nadia Quagliotto née le 22 mars 1997 à Montebelluna, est une coureuse cycliste professionnelle italienne.

## Biographie
En 2015, elle gagne chez les juniors le championnat d'Europe sur route légèrement détachée devant sa compatriote Rachele Barbieri qui remporte le sprint,.
En 2018, elle termine deuxième au classement de la meilleure jeune du Tour d'Italie et en 2019, elle remporte le classement de la montagne sur le Santos Women's Tour.

## Palmarès sur route

### Par année
- 2014
  - 3e du championnat d'Italie sur route juniors
- 2015
  -  Championne d'Europe sur route juniors
- 2016
  - 3e du Memorial Valerio Cappellotto
- 2017
  - 2e du Memorial Valerio Cappellotto
- 2018
  - 2e du Giro della Campania in Rosa
- 2021
  - 2e de La Périgord Ladies
- 2022
  - Trofeo Ponente in Rosa :
    - Classement général
    - 2e et 3e étapes
- 2024
  - 3e du Trofeo Binissalem-Andratx
  - 10e de la Classic Lorient Agglomération

### Classements mondiaux
| Année                                 | 2017 | 2018 | 2019 | 2020 | 2021 | 2022 | 2023 | 2024 |
| ------------------------------------- | ---- | ---- | ---- | ---- | ---- | ---- | ---- | ---- |
| Classement UCI                        | 245e | 280e | 428e | nc   | 295e | 537e | 147e | 103e |
| UCI World Tour                        | nc   | 144e | 144e | nc   | nc   | nc   | 219e | 98e  |
|                                       |      |      |      |      |      |      |      |      |
| Légende : nc = non classéSource : UCI |      |      |      |      |      |      |      |      |

### Résultats sur les grands tours

#### Tour d'Italie
8 participations
- 2016 : 77e
- 2017 : 42e
- 2018 : 28e
- 2019 : 51e
- 2020 : 72e
- 2021 : 30e
- 2022 : 56e
- 2024 : 67e

#### Tour de France
1 participation
- 2025 : 93e

#### Tour d'Espagne
2 participations
- 2023 : 30e
- 2024 : 50e